# Patu marplesi
Patu marplesi är en spindelart som beskrevs av Forster 1959. Patu marplesi ingår i släktet Patu och familjen Symphytognathidae.
Artens utbredningsområde är Samoa. Inga underarter finns listade i Catalogue of Life.